# 巴尼特 (密蘇里州)
巴尼特（英語：Barnett）是位於美國密蘇里州摩根縣的城市。

## 人口
根據2020年美國人口普查的數據，巴尼特的面積為0.71平方千米，皆為陸地。當地共有人口158人，而人口密度為每平方千米223人。